# 津田勝良
津田 勝良（つだ かつよし/かつなが）は、安土桃山時代から江戸時代初期にかけての武将。織田信長の孫。史料で確認できる実名は、津田源三郎為直。

## 略歴
織田勝長の子として誕生。父が戦死すると、叔父の織田信雄に仕えた。
信雄が関ヶ原で西軍に属して所領を没収されると、寺沢広高に仕えて、筑前国怡土郡吉井村・肥前国松浦郡星賀村内400石を与えられたが、慶長7年（1602年）加賀藩に仕官して300石。翌年には300石を加増され、600石を知行した。
大坂の陣では前田利常の馬廻として参陣し、首級を一つ挙げたという。
元和2年（1616年）に死去。長男の源三郎長政が相続した。次男の長次郎は寛永2年（1625年）に新知で500石を与えられたが、嗣子無く断絶。 
子孫は金沢藩士として続いた。